# Il Foglio
Il Foglio (іт. Іль Фольо — «Аркуш») — італійська щоденна газета. Наклад — 47 тис. Заснована 30 січня 1996 року в Мілані італійським журналістом та політиком Джуліано Феррара.
Свою назву газета отримала у зв'язку з тим, що за традицією випускається на одному аркуші паперу. Як правило, в ній подано короткий щоденний огляд подій з коментарями та аналітичними статтями. Il Foglio стала однією з перших італійських газет, яка почала виходити в електронній версії.
Газета входить до складу холдингу Musa Comunicazione, що належить компанії Sorgente Group. Компанії належить 97,48 % акцій газети, 2,52 % належить бізнесменові Денису Вердіні. Газета фінансується із державного бюджету Італії. Загальна сума щорічного фінансування газети з 1997 до 2015 року склала 52 557 792 млн євро. У середньому цей період на газету витрачалося від 1 до 3 млн євро. З дня заснування до 2015 року головним редактором газети був її засновник Джуліано Феррара. З 2015 року головним редактором є Клаудіо Чераза.